# Souris côtière des moissons
Reithrodontomys raviventris
Espèce
Statut de conservation UICN

 EN B1ab(i,ii,iii,iv,v)+2ab(i,ii,iii,iv,v) : En danger
La Souris côtière des moissons (Reithrodontomys raviventris) est une espèce de rongeurs de la famille des Cricétidés. Cette souris très rare est une espèce menacée.

## Répartition et habitat
Elle vit uniquement en Californie aux États-Unis. On la trouve dans les marécages salés et saumâtres.